# MRAP

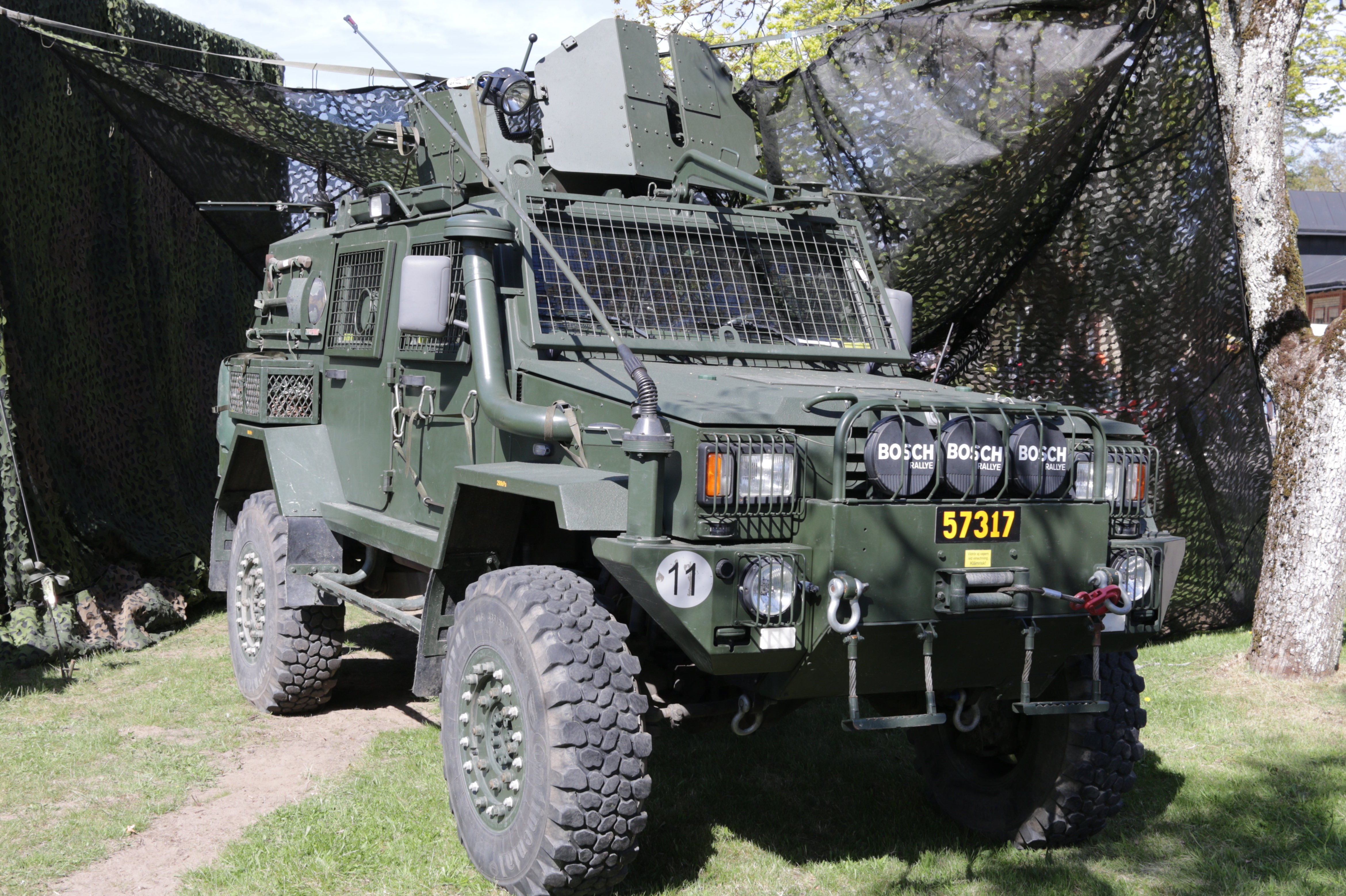
Terrängbil 16

MRAP (förkortning för Mine Resistant Ambush Protected) avser en speciell typ av fordon som är konstruerat med avsikten att skydda den personal som färdas i detsamma. Fordonet är vanligtvis försett med en v-formad bottenplatta och hög markfrigång för att på så sätt minska risken för skador som uppkommer vid till exempel utlösandet av minor. Den svenska militären förfogar över Terrängbil 16 (BAE Systems OMC RG32M), som går under smeknamnet Galten, tillverkat av BAE Systems, som delvis har dessa egenskaper.